# 백건우 (작가)
백건우(白健祐, 1961년 6월 4일 ~ )는 대한민국의 문인, 작가, 소설가이다.

## 생애

### 생애 초반
1961년 서울 마포에서 태어났다.

### 문학 등단
1988년 제1회 전태일문학상 공모에서 중편 <<하루>>로 당선되어 작품 활동을 시작했다.

### 1980년대 이후
- 1991년 자유기고가 활동 시작
- 1991년 제1회 케텔백일장에서 꽁뜨로 '대상' 수상
- 1992년 케텔 DTP 동호회 창립회원 겸 시삽
- 1993년 자유기고가 모임 '바른글' 회원 활동
- 1995년 도서출판 [시민] 편집장 재직
- 1996년 제1회 월간 윈(WIN) 컴퓨터 문학상 소설부문 당선
- 1997년 [문학사상] 신인작가 발굴 장편 소설 당선
- 1999년 안철수연구소 입사

### 2000년대 이후
- 2003년 경기도 양평군 서종면으로 이주
- 2005년 안철수연구소 퇴사
- 2006년 서종면 주민자치위원 활동 시작 - 현재(홍보분과 팀장)
- 2006년 주민자치위원회 소식지 <서종사랑> 격월간 발행인
- 2006년 주민자치센터 컴퓨터 강사 시작 - 현재
- 2006년 서종초등학교 학교운영위원
- 2007년 서종면 정배리 마을 개발위원 선임
- 2008년 '마을지도자 연수' 기본과정 및 심화과정 - 농촌사랑연수원
- 2008년 '유기농텃밭모임' 활동 시작
- 2008년 '효소' 강의 및 실습 - 현재
- 2008년 오리엔티어링 3급 지도자 과정 합격
- 2009년 오리엔티어링 경기도지부 이사 취임
- 2009년 서종면 정배2리 마을 이장 취임
- 2009년 서종면 정배2리 영농회장 위촉
- 2010년 12월 서종면 주민자치위원 사임
- 2010년 12월 서종면 정배2리 마을 이장 임기 만료
- 2010년 12월 출판사 '마루프레스' 등록

## 작품

### 장편소설
- 《사이버제국의 해커들》(1997년)

### 중편소설
- 《하루》(1988년)
- 《죽도사설》(1997년)

### 단편소설
- 《사랑하는 이웃》(1991년)
- 《저녁 무렵》(1992년)
- 《그 해 여름》(1993년)
- 《오전 작업》(1994년)
- 《너와 하나되어》(1995년)
- 《특종》(1996년)
- 《출근길 비 내리는》(1997년)
- 《그림》(1998년)
- 《가을 가뭄》(1999년)
- 《쥐의 미로》(2000년)

### 기고
- 월간 [말] 1993년 11월부터 1994년 12월까지 기고
- 월간 [챠밍우먼] 1993년 12월부터 1994년 12월까지 기고
- 월간 [케이블TV] 1994년 1월부터 1996년 2월까지 기고
- 월간 [마이크로소프트웨어] 1994년 11월부터 1995년 2월까지 부록 기획, 편집작업
- 주간 [서울 아이] 1995년 12월에 기고
- 격월간 [정보문화] 1996년 2월부터 1996년 11월까지 기고
- 월간 [마이컴] 1995년 12월부터 1996년 2월까지 부록 기고
- 월간 [우리얼] 1995년 4월부터 1996년 11월까지 기고
- 계간 [컴팩네트워크] 제2호부터 기고
- 월간 [품질경영] 1997년 1월부터 기고
- 월간 [한글과컴퓨터]와 한컴 인터넷 매거진에 기고
- 월간 [중외사보]에 기고
- 월간 [포스콘]에 기고
- 월간 [국민생명] 사보에 기고
- 월간 [품질분임조]에 기고
- 월간 [현대정공] 사보에 기고
- 월간 [HOWpc] 부록 작업 / 1999년 5월 월간 [HOWpc] 별책부록 [마당발] 기획,취재

### 비소설
- 1992년 [컴퓨터가 뭐길래](크라운 출판사)
- 1993년 [글쓰는 사람을 위한 컴퓨터특강](혜지원 출판사)
- 1993년 [한글2.1로 문서꾸미기](지원사)
- 1994년 [어린이를 위한 잡학사전](동화문학사)
- 1994년 [그것이 알고 싶다(공동 집필)](소학사)
- 1995년 [몸은 초보, 마음은 터보](월간 말)
- 1995년 [인터넷 길잡이](주간 시사저널)
- 1996년 [김과장, 아직도 컴퓨터를 모르나](더난 출판사)
- 1997년 [한글프로96에서 인터넷잡기](청암미디어)
- 1997년 [한글윈도95 길잡이](컴뉴스)
- 1997년 [한글97 휘어잡기](한뜻출판사)
- 2006년 [WindowsXP 멋진 화면 꾸미기(정보문화사)

### 제작 및 관리 홈페이지
- 1인출판 마루프레스             http://marupress.com/ 보관됨 2012-03-04 - 웨이백 머신
- 북한강과 양평여행              https://web.archive.org/web/20130521162748/http://bukhankang.com/
- 비어있는 아름다움 공백         https://web.archive.org/web/20110129234650/http://kongbaek.com/
- 우주생명살이                   http://ityoui.com/
- 신혈				 https://web.archive.org/web/20110711200152/http://www.godblood.org/
- 대동여지도부동산               https://web.archive.org/web/20130116235406/http://ddyd.kr/

### 후원 및 구독
- 지리산생명연대 후원           http://myjirisan.org/
- 귀농운동본부 후원              http://www.refarm.org/
- 인권운동사랑방 후원           http://sarangbang.or.kr/
- 백기완-통문연 후원            http://www.busimi.com/ 보관됨 2011-09-21 - 웨이백 머신
- 김성환-삼성일반노조 후원   http://samsunggroupunion.org/
- 녹색평론 후원 및 구독         http://greenreview.co.kr/
- 작은책 후원 및 구독            http://www.sbook.co.kr/
- 전라도닷컴 후원 및 구독      http://jeonlado.com/
- 한겨레 신문 구독                http://www.hani.co.kr/
- 한겨레21 구독                    http://h21.hani.co.kr/
- 시사인 구독                       http://www.sisainlive.com/ 보관됨 2011-08-20 - 웨이백 머신
- 고래가 그랬어 구독             http://www.goraeya.co.kr/
- 르몽드 디플로마띠크 구독    http://www.ilemonde.com/